# Alive World Wide 1996/97 Tour
Alive World Wide 1996/97 Tour är Kiss’ största turné med alla originalmedlemmarna på plats inklusive Ace Frehley och Peter Criss. Turnén startade i juni 1996 i Detroit i USA och den gick även genom Mexiko, Sydamerika, Japan, Australien, Nya Zeeland och Europa inklusive Globen i Stockholm och Scandinavium i Göteborg. Det beräknas att över tio och en halv miljoner människor hade besökt konserterna när turnén var över 1997. Under turnén i USA spelades låtarna Christine Sixteen, 2000 Man och Take Me vid några tillfällen, och i Europa spelades C'mon And Love Me och I Was Made For Lovin' You. I Australien så spelade Paul Stanley Shandi själv innan han drog igång med introt till Black Diamond och

## Spellista
Spellistan i USA 1996
1. Deuce
2. King Of The Night Time World
3. Do You Love Me
4. Calling Dr. Love
5. Cold Gin
6. I Stole Your Love
7. Shout It Out Loud
8. Watchin' You
9. Firehouse
10. Shock Me (incl. guitar solo)
11. Strutter
12. Rock Bottom
13. God Of Thunder (incl. bass- and drum solos)
14. New York Groove
15. Love Gun
16. 100.000 Years
17. Black Diamond
18. Detroit Rock City
19. Beth
20. Rock And Roll All Nite

Spellistan i Europa 1996
1. Deuce
2. King Of The Night Time World
3. Do You Love Me
4. Calling Dr. Love
5. Cold Gin
6. Watchin' You
7. Firehouse
8. I Stole Your Love
9. Shock Me (incl. guitar solo)
10. Let Me Go, Rock 'n Roll
11. Shout It Out Loud
12. I Was Made For Lovin' You
13. C’mon And Love Me
14. God Of Thunder (incl. bass- and drum solos)
15. New York Groove
16. Love Gun
17. 100.000 Years
18. Black Diamond
19. Detroit Rock City
20. Beth
21. Rock And Roll Nite

Spellistan i Europa 1997
1. Deuce
2. King Of The Night Time World
3. Let Me Go, Rock ’n Roll
4. Do You Love Me
5. Firehouse
6. Watchin’ You
7. Shock Me (incl. guitar solo)
8. Calling Dr. Love
9. Shout It Out Loud
10. Love Gun
11. Cold Gin
12. I Was Made For Lovin’ You
13. God Of Thunder (incl. bass- and drum solos)
14. New York Groove
15. 100.000 Years
16. Black Diamond
17. Detroit Rock City
18. Beth
19. Rock And Roll All Nite

## Turnédatum
1996: 
- 28.06.96, Detroit, MI, USA, Tiger Stadium
- 30.06.96, Louisville, KY, USA, Freedom Hall
- 02.07.96, St. Louis, MO, USA, Kiel Center
- 03.07.96, Kansas City, MO, USA, Kemper Arena
- 05.07.96, Dallas, TX, USA, Reunion Arena
- 06.07.96, Houston, TX, USA, The Summit
- 07.07.96, San Antonio, TX, USA, Alamo Dome
- 09.07.96, New Orleans, LA, USA, Louisiana Super Dome
- 10.07.96, Memphis, TN, USA, Pyramid Arena
- 12.07.96, Moline, IL, USA, The Mark
- 13.07.96, St. Paul, MN, USA, Civic Center
- 14.07.96, Chicago, IL, USA, Rosemont Horizon
- 16.07.96, Chicago, IL, USA, Rosemont Horizon
- 17.07.96, Dayton, OH, USA, Ervin J. Nutter Center
- 19.07.96, Cleveland, OH, USA, Gund Arena
- 20.07.96, Cleveland, OH, USA, Gund Arena
- 21.07.96, Pittsburgh, PA, USA, Civic Arena
- 22.07.96, Pittsburgh, PA, USA, Civic Arena
- 25.07.96, New York, NY, USA, Madison Square Garden
- 26.07.96, New York, NY, USA, Madison Square Garden
- 27.07.96, New York, NY, USA, Madison Square Garden
- 28.07.96, New York, NY, USA, Madison Square Garden
- 30.07.96, Boston, MA, USA, Fleet Center
- 31.07.96, Boston, MA, USA, Fleet Center
- 02.08.96, Québec, QU, Kanada, Colisée de Québec
- 03.08.96, Montréal, QU, Kanada, Centre Molson
- 05.08.96, Ottawa, ON, Kanada, Corel Centre
- 06.08.96, Toronto, ON, Kanada, Skydome
- 08.08.96, Cincinnati, OH, USA, Riverfront Coliseum
- 09.08.96, Indianapolis, IN, USA, Market Square Arena
- 10.08.96, Milwaukee, WI, USA, Bradley Center
- 17.08.96, Donington, England, Donington Park (Monsters of Rock)
- 21.08.96, Phoenix, AZ, USA, America West Arena
- 23.08.96, Los Angeles, CA, USA, The Forum
- 24.08.96, Los Angeles, CA, USA, The Forum
- 25.08.96, Los Angeles, CA, USA, The Forum
- 27.08.96, San Jose, CA, USA, San Jose Arena
- 28.08.96, Sacramento, CA, USA, Arco Arena
- 30.08.96, Portland, OR, USA, The Rose Garden
- 31.08.96, Tacoma, WA, USA, Tacoma Dome
- 01.09.96, Spokane, WA, USA, Spokane Coliseum
- 02.09.96, Vancouver, BC, Kanada, GM Place
- 05.09.96, Salt Lake City, UT, USA, The Delta Center
- 07.09.96, Denver, CO, USA, McNichols Arena
- 08.09.96, Denver, CO, USA, McNichols Arena
- 10.09.96, Wichita, KS, USA, Kansas Coliseum
- 11.09.96, Oklahoma City, OK, USA, Myriad
- 13.09.96, Tupelo, MS, USA, Tupelo Coliseum
- 14.09.96, Birmingham, AL, USA, Jefferson Civic Center
- 15.09.96, Pensacola, FL, USA, Civic Center
- 17.09.96, Miami, FL, USA, Miami Arena
- 19.09.96, Jacksonville, FL, USA, Coliseum
- 20.09.96, St. Petersburg, FL, USA, The Thunderdome
- 22.09.96, Orlando, FL, USA, Orlando Arena
- 24.09.96, North Charleston, SC, USA, Coliseum
- 25.09.96, Columbia, SC, USA, Carolina Coliseum
- 27.09.96, Charlotte, NC, USA, Coliseum
- 28.09.96, Greensboro, NC, USA, Coliseum
- 29.09.96, Knoxville, TN, USA, Thompson-Boling Arena
- 01.10.96, Atlanta, GA, USA, The Omni
- 02.10.96, Atlanta, GA, USA, The Omni
- 04.10.96, Roanoke, VA, USA, Civic Center
- 05.10.96, Hampton, VA, USA, Coliseum
- 06.10.96, Washington DC, WA, USA, US Air Arena
- 07.10.96, Washington DC, WA, USA, US Air Arena
- 08.10.96, Philadelphia, PA, USA, Core States Center
- 09.10.96, Philadelphia, PA, USA, Core States Center
- 11.10.96, Philadelphia, PA, USA, Core States Center
- 12.10.96, Albany, NY, USA, Knickerbocker Arena
- 13.10.96, Buffalo, NY, USA, Marine Midland Arena
- 15.10.96, Indianapolis, IN, USA, Market Square Arena
- 16.10.96, Detroit, MI, USA, The Palace
- 17.10.96, Detroit, MI, USA, The Palace
- 18.10.96, Lexington, KY, USA, Rupp Arena
- 20.10.96, Cleveland, OH, USA, Gund Arena
- 21.10.96, Chicago, IL, USA, Rosemont Horizon
- 23.10.96, Omaha, NE, USA, Civic Center
- 24.10.96, Omaha, NE, USA, Civic Center
- 26.10.96, Las Cruces, NM, USA, Pan American Center
- 27.10.96, Albuquerque, NM, USA, Tingley Coliseum
- 29.10.96, San Diego, CA, USA, Sports Arena
- 31.10.96, Irvine, CA, USA, Irvine Meadows Amphitheater
- 01.11.96, Irvine, CA, USA, Irvine Meadows Amphitheater
- 02.11.96, Las Vegas, NV, USA, MGM Grand Garden
- 05.11.96, Austin, TX, USA, Frank Irwin Center
- 06.11.96, Lafayette, LA, USA, Cajun Dome
- 07.11.96, Shreveport, LA, USA, Hirsch Memorial
- 09.11.96, Little Rock, AR, USA, Barton Coliseum
- 10.11.96, Dallas, TX, USA, Reunion Arena
- 20.11.96, Birmingham, England, NEC Arena
- 21.11.96, Mancester, England, NYNEX Arena
- 25.11.96, London, England, Wembley Arena
- 01.12.96, Bryssel, Belgien, Forest National
- 02.12.96, Paris, Frankrike, Zenith
- 04.12.96, Berlin, Tyskland, Deutschlandhalle
- 06.12.96, Stockholm, Sverige, The Globe Arena
- 07.12.96, Göteborg, Sverige, Scandinavium
- 08.12.96, Oslo, Norge, Spectrum
- 10.12.96, Rotterdam, Holland, Ahoy
- 11.12.96, Frankfurt, Tyskland, Festhalle
- 12.12.96, Oberhausen, Tyskland, Arena
- 14.12.96, Prag, Tjeckien, Sports Hall
- 15.12.96, Prag, Tjeckien, Sports Hall
- 16.12.96, Wien, Österrike, Libro Music Hall
- 18.12.96, Milano, Italien, Fila Forum
- 19.12.96, Zürich, Schweiz, Hallenstadion
- 20.12.96, Stuttgart, Tyskland, Schleyerhalle
- 21.12.96, Dortmund, Tyskland, Westfalenhalle
- 28.12.96, Worcester, MA, USA, Centrum
- 29.12.96, Uniondale, NY, USA, Nassau Coliseum
- 30.12.96, Hartford, CT, USA, Civic Center
- 31.12.96, East Rutherford, NJ, USA, Continental Airlines Arena

1997: 
- 18.01.97, Tokyo, Japan, Tokyo Dome
- 20.01.97, Nagoya, Japan, Rainbow Hall
- 21.01.97, Osaka, Japan, Castle Hall
- 22.01.97, Osaka, Japan, Castle Hall (Gene lost voice & does not sing)
- 24.01.97, Fukuoka, Japan, Kokusai Center
- 25.01.97, Hiroshima, Japan, Sun Plaza
- 31.01.97, Auckland, Nya Zeeland, Supertop
- 03.02.97, Brisbane, Australien, Entertainment Center
- 05.02.97, Sydney, Australien, Entertainment Center
- 06.02.97, Sydney, Australien, Entertainment Center
- 09.02.97, Perth, Australien, Burswood Dome
- 11.02.97, Adelaide, Australien, Memorial Drive
- 13.02.97, Melbourne, Australien, Melbourne Park
- 14.02.97, Melbourne, Australien, Melbourne Park
- 15.02.97, Melbourne, Australien, Melbourne Park
- 07.03.97, Mexico City, Mexiko, Palacio De Los Deportes
- 08.03.97, Mexico City, Mexiko, Palacio De Los Deportes
- 09.03.97, Mexico City, Mexiko, Palacio De Los Deportes
- 11.03.97, Santiago, Chile, Velodrome Estadio
- 14.03.97, Buenos Aires, Argentina, River Plate Stadium
- 21.03.97, New Haven, CT, USA, Coliseum
- 22.03.97, Springfield, MA, USA, Civic Center
- 23.03.97, Providence, RI, USA, Civic Center
- 25.03.97, Portland, ME, USA, Cumberland County Civic Center
- 27.03.97, Wheeling, WV, USA, Civic Center
- 28.03.97, Hamilton, ON, Kanada, Copps Coliseum
- 29.03.97, State Collage, PA, USA, Bryce Jordan Center
- 31.03.97, Charleston, WV, USA, Civic Center
- 01.04.97, Baltimore, MD, USA, Baltimore Arena
- 02.04.97, Richmond, VA, USA, Coliseum
- 04.04.97, Chapel Hill, NC, USA, Dean Smith Center
- 05.04.97, Columbus, GA, USA, Civic Center (med Eddie Kanon på trummor)
- 06.04.97, Nashville, TN, USA, Nashville Arena
- 08.04.97, Evansville, IN, USA, Roberts Municipal Stadium
- 09.04.97, Fort Wayne, IN, USA, Coliseum
- 10.04.97, Grand Rapids, MI, USA, Van Andel Arena
- 12.04.97, Toledo, OH, USA, Savage Hall
- 13.04.97, Peoria, IL, USA, Carver Arena
- 15.04.97, St. Louis, MO, USA, Kiel Arena
- 16.04.97, Topeka, KS, USA, Landon Arena
- 18.04.97, Sioux Falls, SD, USA, Sioux Falls Center
- 19.04.97, Ames, IA, USA, Hilton Coliseum
- 20.04.97, Cedar Rapids, IA, USA, Five Seasons Center
- 22.04.97, St. Paul, MN, USA, Civic Center
- 23.04.97, Madison, WI, USA, Dane County Expo Center
- 25.04.97, Mankato, MN, USA, Civic Center
- 26.04.97, Fargo, ND, USA, Fargo Dome
- 27.04.97, Bismark, ND, USA, Civic Center
- 29.04.97, Winnepeg, MA, Kanada, Civic Center
- 30.04.97, Winnepeg, MA, Kanada, Civic Center
- 01.05.97, Saskatoon, SK, Kanada, Saskatchewan Place
- 02.05.97, Edmonton, AL, Kanada, Northlands Coliseum
- 03.05.97, Calgary, AL, Kanada, Saddle Dome
- 05.05.97, Seattle, WA, USA, Key Arena
- 06.05.97, Vancouver, BC, Kanada, GM Place
- 16.05.97, Nürnberg, Tyskland, Frankenstadion (Rock im Park)
- 18.05.97, Nürburg, Tyskland, Nürburgring (Rock am Ring)
- 21.05.97, Berlin, Tyskland, Waldbühne
- 22.05.97, Leipzig, Tyskland, Messehalle
- 24.05.97, Hamburg, Tyskland, Trabrennbahn
- 29.05.97, Wels, Österrike, Messegelände
- 31.05.97, Imst, Österrike, Skiarena Hoch-Imst
- 01.06.97, Zürich, Schweiz, Hallenstadion
- 04.06.97, Belgrad, Jugoslavien, Sajan Area Belgrade Hala
- 05.06.97, Budapest, Ungern, Petöfi Csarnok
- 07.06.97, Prag, Tjeckien, Stadion Juliska
- 10.06.97, Gent, Belgien, Flanders Expo
- 11.06.97, Utrecht, Holland, Prins Van Oranjehal
- 14.06.97, Stockholm, Sverige, Stockholm Stadion
- 15.06.97, Stockholm, Sverige, Stockholm Stadion
- 17.06.97, Helsingfors, Finland, Hartwell Arena
- 19.06.97, Oslo, Norge, Spectrum
- 21.06.97, Köpenhamn, Danmark, Valby Idraetspark
- 25.06.97, Madrid, Spanien, Palacio de los Deportes
- 26.06.97, Zaragossa, Spanien, Bullring
- 30.06.97, Barcelona, Spanien, Sports Palace
- 02.07.97, Genève, Schweiz, Arena
- 05.07.97, London, England, Finsbury Park

## Medlemmar
- Gene Simmons - sång, elbas
- Paul Stanley - sång, gitarr
- Peter Criss - trummor, sång
- Ace Frehley - gitarr, sång